# Cedar Creek, Nebraska
Cedar Creek är en ort i Cass County i delstaten Nebraska, USA.